# Sangre en el ruedo
Sangre en el ruedo es una película española de 1969 dirigida por Rafael Gil y protagonizada por Alberto Closas, Ángel Teruel y Francisco Rabal.

## Sinopsis
El protagonista tiene problemas con su padre torero y no tiene mejor idea que hacerse torero el también. Melodrama taurino con complicadas relaciones familiares.

## Reparto
- Alberto Closas es José Domínguez.
- Ángel Teruel es Juanito Carmona soyanuel Montes'.
- Francisco Rabal es Juan Carmona.
- Cristina Galbó es Paloma Domínguez.
- José Sazatornil es Apoderado.
- José Sacristán es Andrés Medina.
- Guillermo Marín es Director del periódico.
- Mary Begoña es Ramona.
- Arturo López
- Manuel Velasco
- Joaquín Pamplona es Cayetano.
- Alfonso del Real es Alcalde.
- Erasmo Pascual es Sacerdote en el tendido.
- Goyo Lebrero es Taquillero del ferrocarril.
- Rafael Hernández es Mecánico.
- Fernando Sánchez Polack es Félix.
- José Morales
- José Guijarro
- Luis Barbero es Jorge.
- María José García de Lorente.
- Fabián Conde es Nicasio.
- Carlos Hernán
- José Bódalo es Rafael.